# Lacínia

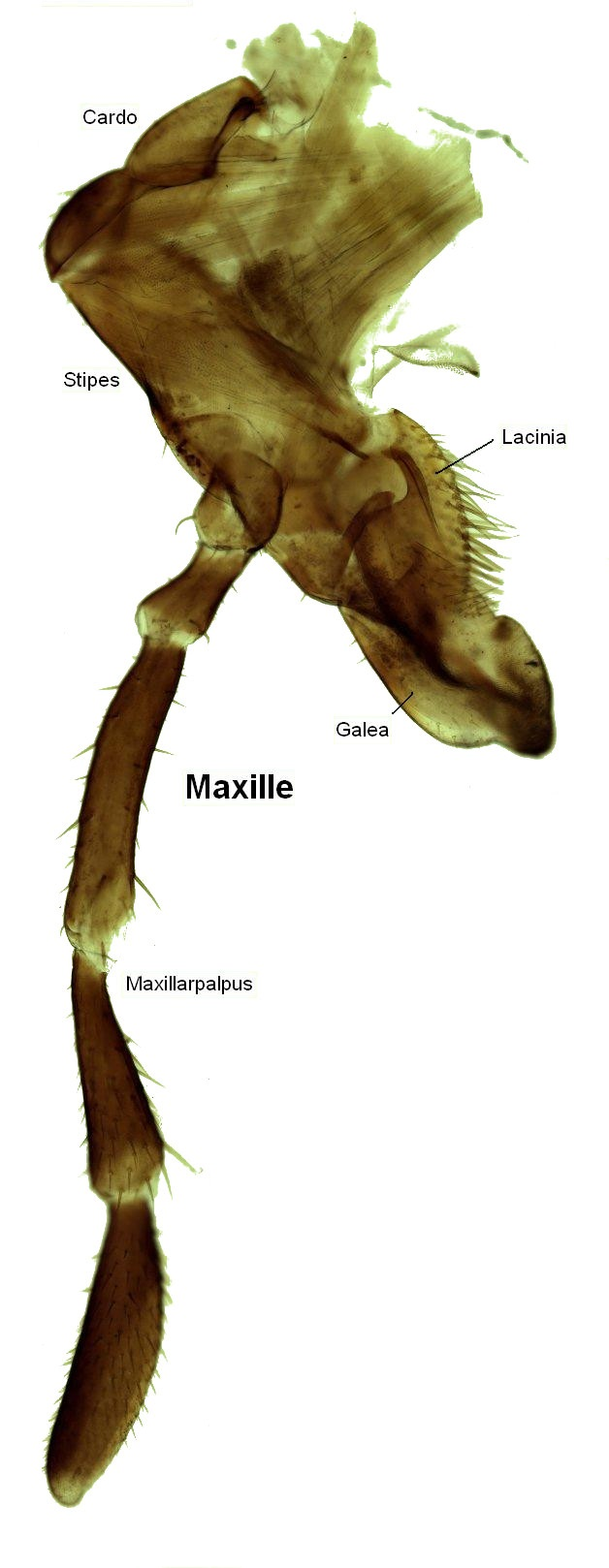
Armadura bucal da barata Periplaneta americana mostrando a lacínia.

Lacínia (do latim: lacinia; franja ou aba de uma peça de vestuário) é o termo utilizado em biologia para descrever estruturas anatómicas afiladas ou com um marcado estreitamento, particularmente quando apresentam margem irregular formando uma franja.

## Botânica
Em morfologia vegetal diz-se que uma estrutura é laciniada quando apresenta partes estreitas e pontiagudas de contornos irregulares com divisões que formam uma espécie de fímbria nos bordos. O uso do termo é comum para indicar o estreitamento de certos órgãos vegetais (nomeadamente folhas, pétalas e sépalas). O termo é também utilizado para designar qualquer das partes do cálice ou da corola (mas mais frequentemente as sépalas) quando estas apresentam uma espécie de franja nos bordos.

## Zoologia
O termo lacínia é utilizado para designar a peça da maxila da armadura bucal dos insectos, especialmente quando trituradoras.